# Mijaíl Postnikov
Mijaíl Mijáilovich Póstnikov (en ruso: Михаи́л Миха́йлович По́стников; 27 de octubre de 1927–27 de mayo de 2004) fue un matemático soviético conocido por sus trabajos en topología algebraica y diferencial.
Nació en Shatúra, cerca de Moscú. Se doctoró en la Universidad Estatal de Moscú bajo la dirección de Lev Pontriaguin. Murió en Moscú.